# Беата Міколайчик
Беата Міколайчик (пол. Beata Mikołajczyk, 15 жовтня 1985) — польська веслувальниця, олімпійська медалістка, чемпіонка світу, чотириразова чемпіонка Європи.

## Виступи на Олімпіадах
| Олімпіада   | Дисципліна                    | Місце |
| ----------- | ----------------------------- | ----- |
| Пекін 2008  | байдарка-двійка, 500 метрів   | 2     |
| Пекін 2008  | байдарка-четвірка, 500 метрів | 4     |
| Лондон 2012 | байдарка-двійка, 500 метрів   | 3     |
| Ріо 2016    | байдарка-двійка, 500 метрів   | 3     |